# Пащенки
Пащенки́ — село в Україні, у Решетилівській міській громаді Полтавського району Полтавської області. Населення становить 459 осіб. До 2020 центр сільської ради, якій були підпорядковані населені пункти: Яценки, Гольманівка та Паськівка. Сільський голова М. Г. Наконечкий.

## Географія
Село Пащенки знаходиться за 5 км від лівого берега річки Говтва, за 1,5 км від села Яценки, за 25 км від центру громади та за 35 км від залізничної станції Решетилівка. Селом протікає пересихаючий струмок з загатою. Поруч проходить автомобільна дорога Н31.

## Історія

### Заснування села
Село Пащенки веде відлік своєї історії від заснування хутора Пащенкова Балка (або Чорна Балка), який, за переказами, виник у другій половині XVIII ст., коли тут поселився козак з Говтвянської сотні Чорний-Швець. Поруч з Пащенковою Балкою з'являється ціла низка інших невеликих хуторів.

### Пащенківські хутори у ХІХ— на початку ХХ століття. Архистратиго-Михайлівська церква.
У 1869 році в Пащенках була побудована Архистратиго-Михайлівська церква, нову будівлю храму звели у 1905 році. Церква була дерев'яною, на мурованому фундаменті, в одному зв'язку з дзвіницею.
Церква була огороджена металевим парканом та обсаджена кущами бузку. Поряд з церквою знаходилося церковне кладовище.

Цінний іконостас церкві подарував московський священик, що був родом із сусіднього села Яценки. Цей священник довгий час працював у Харківському університеті, а біля Архистратиго-Михайлівської церкви на церковному кладовищі був похований його син, убитий під час революції у Москві.
У 1902 році церква володіла 35 десятинами орної землі; у 1912 році — 35 десятинами. Мала церковну сторожку (містилася у дзвіниці), 3 будинки для квартир причту.
Також, при церкві діяла бібліотека, а у парафії було 3 земських народних училища та школа грамоти.
До парафії входили, зокрема, села Піщане (нині село Нагірне), Мазурівка, Паськівка, Гольманівка, хутори Яценкові (нині село Яценки), Зарівчацькі, Вусикові, Куликові, Ковалевий, Ївженкові, Мокієнкові.
У 1902 році в Архистратиго-Михайлівської церкви налічувалося парафіян — 1480 душ чоловічої та 1536 душ жіночої статі; у 1912 році парафіян привілейованих станів — 3, міщан — 24, козаків — 2224, селян — 509.
Із священиків Архистратиго-Михайлівської церкви відомі такі: Григорій Хомич Стефанович (на 1902 рік, у сані перебував з 1881 року, нагороджений камилавкою 1898 року), Тихон Федорович Гвоздевич (на 1912 рік); із псаломщиків: диякон Григорій Михайлович Голобородько (на 1902 рік, у сані перебував із 1896 року), Симон Петрович Гасуха (на 1902 та 1912 роки, на посаді з 1883 року, стихар з 1888 року), Амвросій Матвійович Деряжний (на 1912 рік); із церковних старостів: козак Йосиф Якович Христовий (на 1902 рік), козак Петро Костянтинович Гальченко (на 1912 рік).
Церква Святого Архистратига Михайла була розібрана у 1935 році. Руйнували церкву приїжджі, але будівельні матеріали з неї могли брати для власних потреб і місцеві, які будували з дощок переважно хліви.
У ході руйнування церкви були зняті дзвони, вивезений іконостас та зрівняні земляні надгробки церковного кладовища. Біля церкви залишилася лише сторожка.
Матеріали з церкви пішли на будівництво школи у селі Шамраївка Решетилівського району. Школу спалили німці в роки окупації.

### Пащенківські хутори у 20-30-х роках ХХ століття. Голодомор 1932—1933 років
У квітні 1920 року повстанський загін під керівництвом Олександра Молчанова здійснив напад на село Пащенки, де зупинився на постій один із підрозділів Червоної армії. Завдяки чисельній перевазі бій повстанці виграли і захопили в полон 36 червоноармійців. Їх обеззброїли і відпустили з наказом «забиратися геть з України у свою Московщину».
За даними перепису 1926 року на хуторі Бажани було 35 господарств і 147 жителів, на хуторі Вусики — 33 двори і 182 мешканці, у селі Гольманівка — 48 дворів, населення 256 чоловік, на хуторі Глиняри — 3 двори і 9 чоловік, на хуторі Горпинки — 6 дворів і 40 чоловік, на хуторі Григоренки — 9 дворів і 59 чоловік, на хуторі Зарівчанці — 18 дворів і 115 чоловік, на хуторі Лебеді — 25 дворів та 138 чоловік, на хуторі Олійники — 43 двори і 204 чоловіки, на хуторі Пащенкова Балка — 68 дворів і 330 чоловік, на хуторі Ромасі — 18 дворів та 97 чоловік, на хуторі Яценки — 32 двори і 170 чоловік.
У ході колективізації на хуторах виник ряд колгоспів: «Червоний кооператив», «Верховна Рада», «Україна» та ін.
Голодомор 1932—1933 років забрав життя 199 селян.
У процесі адміністративної реформи 1937—1938 років переважна більшість жителів переселилася на територію Пащенкової Балки.

### Село в роки Другої світової війни
В період німецької окупації було повністю спалено гітлерівцями хутір Медяники, 10 хат на хуторі Вусики та громадські будівлі бригади колгоспу «Червоний кооператив» на хуторі Бажани.
У Німеччину забрано 23 юнаків та дівчат.
На фронтах Другої світової війни полягло 164 жителі Пащенок та навколишніх хуторів.

### Голод 1946—1947 років. Відбудова села. 60-70-ті роки ХХ століття
1950 року в результаті укрупнення колгоспів у Пащенках було утворено колгосп «Україна», який мав 340 дворів з населенням 707 чоловік, у тому числі 432 працездатних, та 2567,8 га орної землі.
1974 року колгосп «Україна» було ліквідовано. Це призвело до прискорення вимирання Пащенківських хуторів. Відходили у вічність ветерани, а молодь, залишившись без перспективи, покидала домівки і масово виїжджала до Полтави, Решетилівки, Потічка чи Шевченкового.

### Відродження Пащенок у 80-ті роки
В середині 80-х, у період підготовки та проведення на базі Решетилівського району науково-практичної конференції по забудові і благоустрою сіл, село врятували від повного зникнення.
1982 року колгосп «Україна» було відроджено. Розпочалося будівництво житла, були споруджені нова школф, дитсадок, відділення зв'язку, ФАП, сільський клуб у Яценках, приміщення контори, прокладені дороги з твердим покриттям.
У села з'явилося майбутнє. Молодь почала повертатися до батьківського порога. Пащенки стали центром новоствореної сільської ради.

## Населення

### Мова
Розподіл населення за рідною мовою за даними :
| Мова       | Кількість | Відсоток |
| ---------- | --------- | -------- |
| українська | 442       | 97.57%   |
| румунська  | 7         | 1.55%    |
| російська  | 4         | 0.88%    |
| Усього     | 453       | 100%     |

## Село в роки незалежності
Нині на території сільської ради є Пащенківська загальноосвітня школа І-ІІ ступеня (навчається близько 40 дітей), дитячий садок (12 дітей), 2 ФАПи (Пащенківський та Яценківський), Пащенківський сільський будинок культури, бібліотека, відділення поштового зв'язку.
На території сільської ради функціонує 1 сільськогосподарське товариство — ТОВ «Дукла», 1 фермерське господарство — ФГ «Бобер» та приватне підприємство «Шах».
З 1998 року в Пащенках діє громада Преображенської православної церкви (УПЦ МП). Керівник релігійної організації — Михайло Іванович Кулик (на 2008 рік). Богослужіння проводяться у молитовному будинку.
Наприкінці червня 2014 року в ході «ленінопаду» сільський пам'ятник Леніну був зруйнований невідомими волинянами, які поверталися зі Сходу України, за допомогою дерев'яної колоди.
12 червня 2020 року, відповідно до розпорядження Кабінету Міністрів України № 721-р «Про визначення адміністративних центрів та затвердження територій територіальних громад Полтавської області», село увійшло до складу Решетилівської міської громади.
19 липня 2020 року, в результаті адміністративно - територіальної реформи та ліквідації Решетилівського району, село увійшло до складу новоутвореного Полтавського району Полтавської області.

## Відомі люди
- Петро Гасуха (народився 1893 року у с. Пащенкова Балка, нині село Пащенки Решетилівського району — розстріляний 11 листопада 1920 року) — секретар Куликівського волосного виконкому (1918—1919), начальник міліції 3-го району Костянтиноградського повіту, учасник антибільшовицького повстання (1920—1921) під проводом кошового отамана Івана Біленького
- Зарівчацький Михайло Федорович (народився 20.11.1943 року в с. Пащенки) – хірург, завідувач кафедри хірургічних хвороб Пермської державної медичної академії, директор Інституту гепатопанкреатобіліарної та ендокринної хірургії Пермської державної медичної академії, доктор медичних наук, професор, «Заслужений лікар Російської Федерації» (1999).

## Галерея

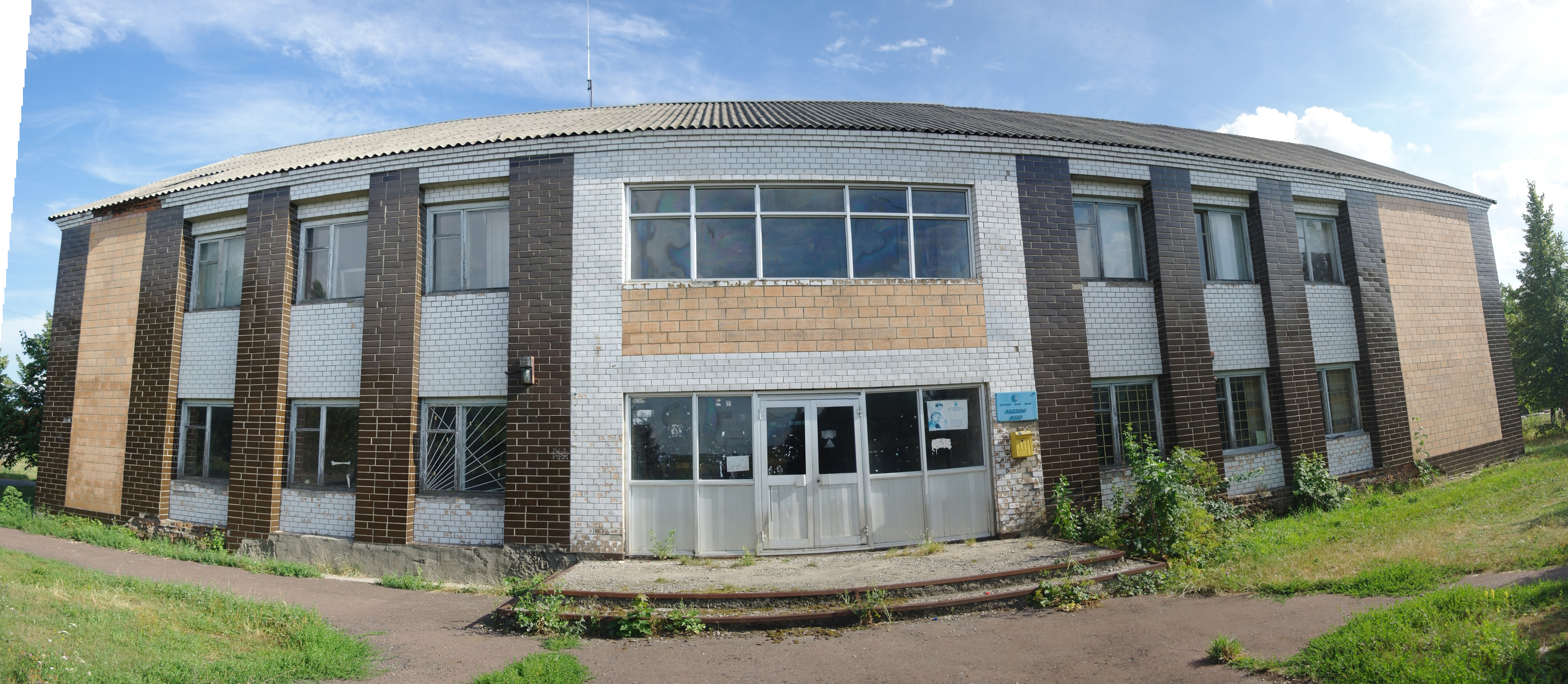
Пошта
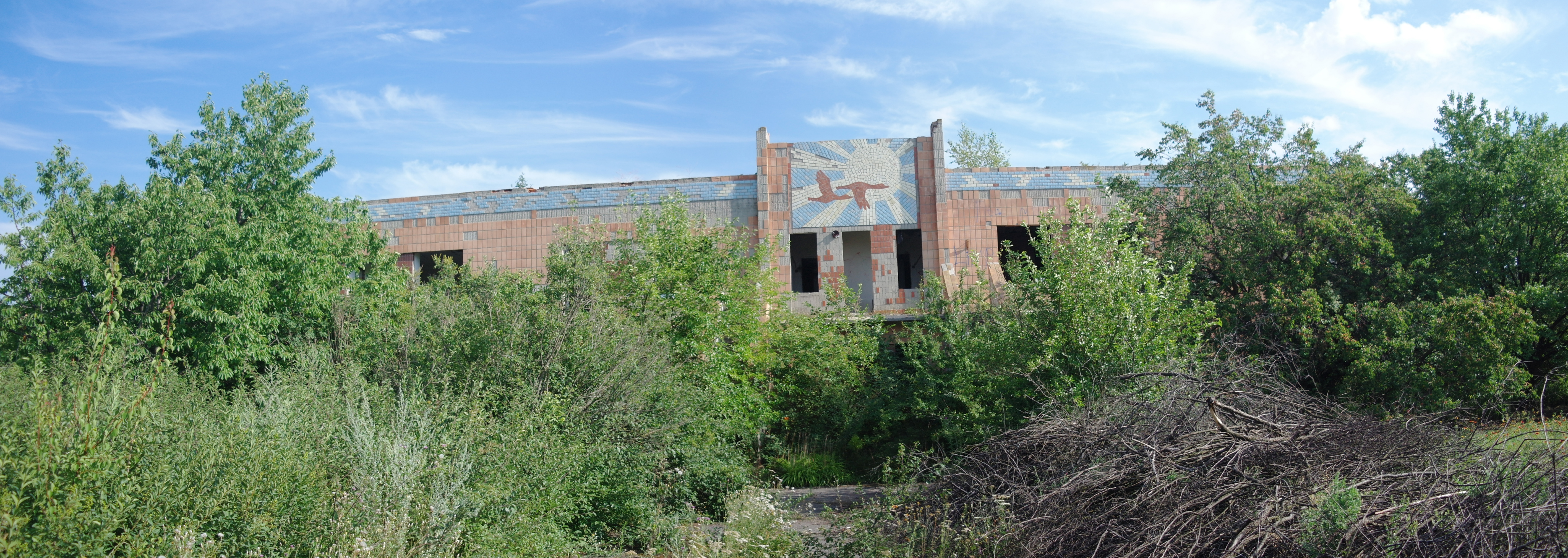
Колишній Дитячий садок
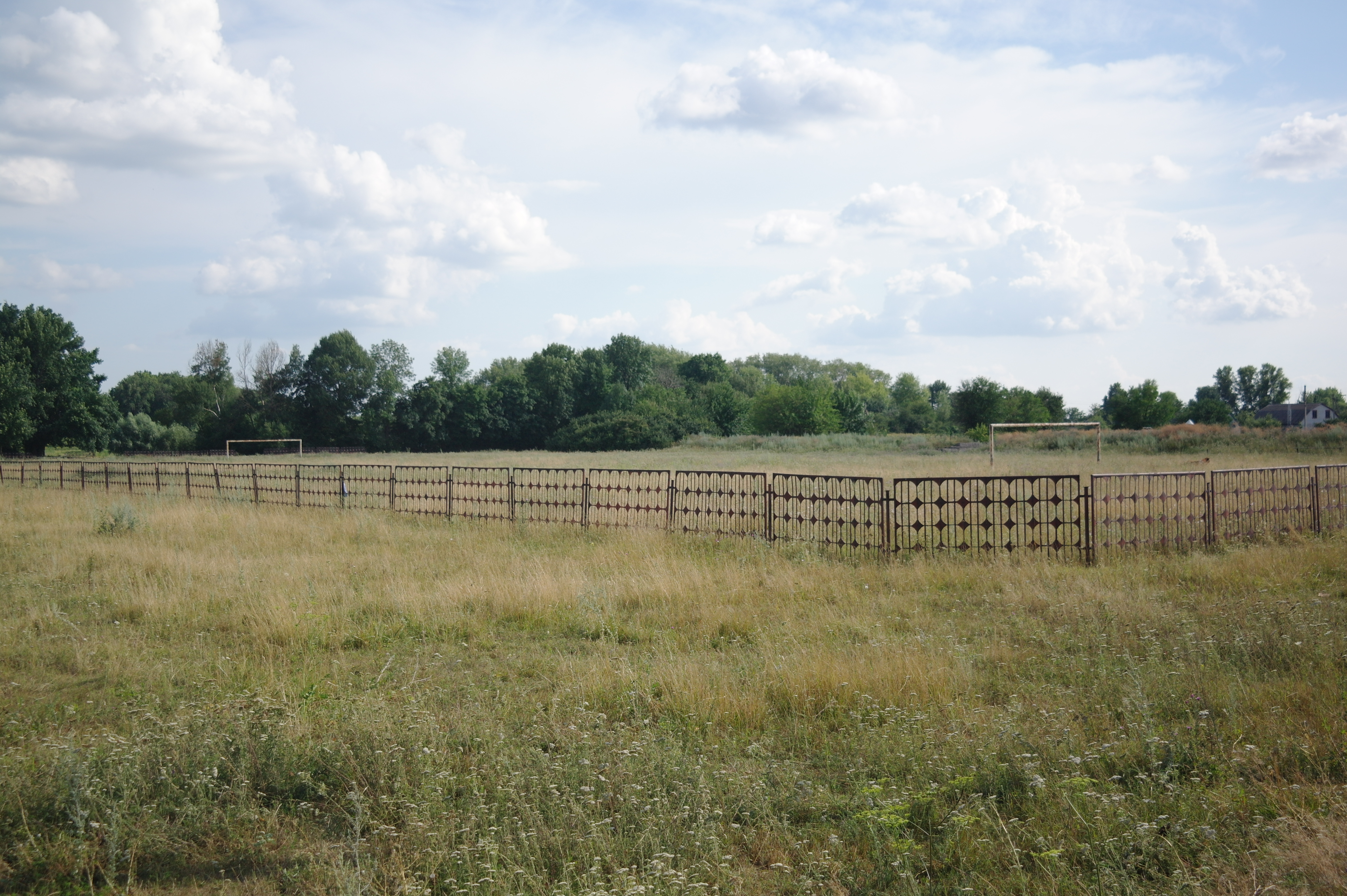
Стадіон
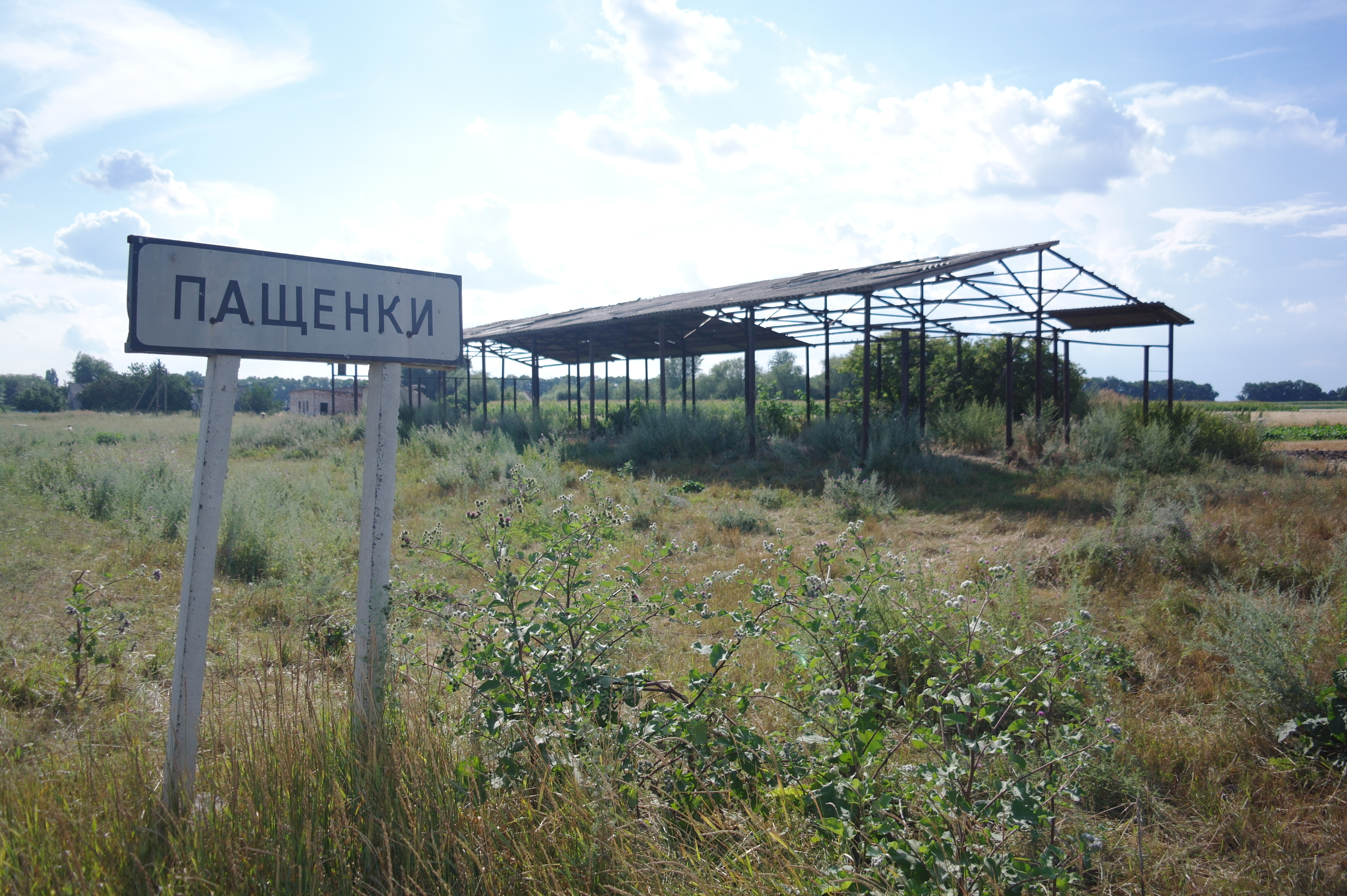
Східний в'їзд у село
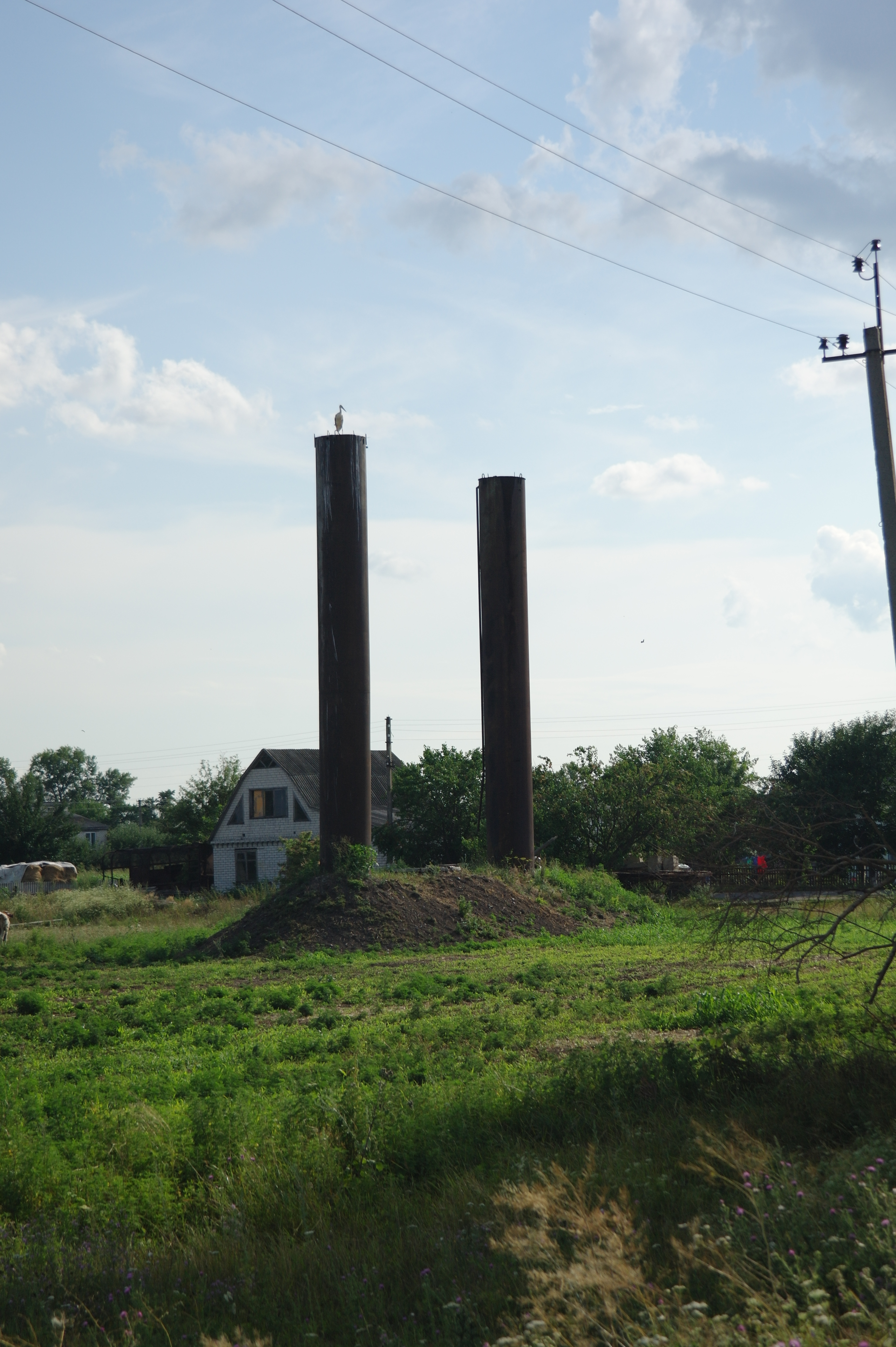
Башти водопостачання
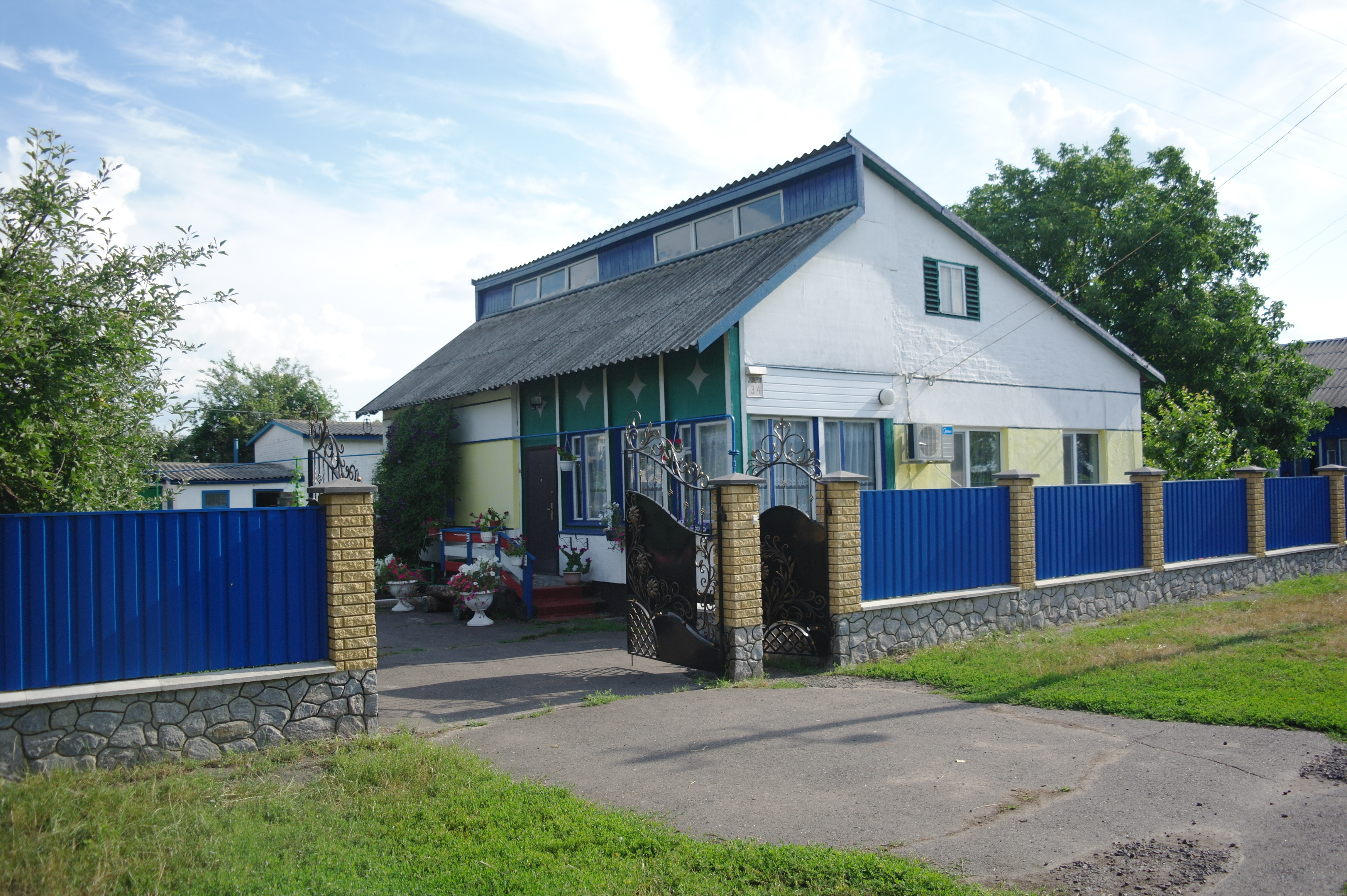
Типовий будинок для Пащенок, що не є типовим для більшості сіл у околицях
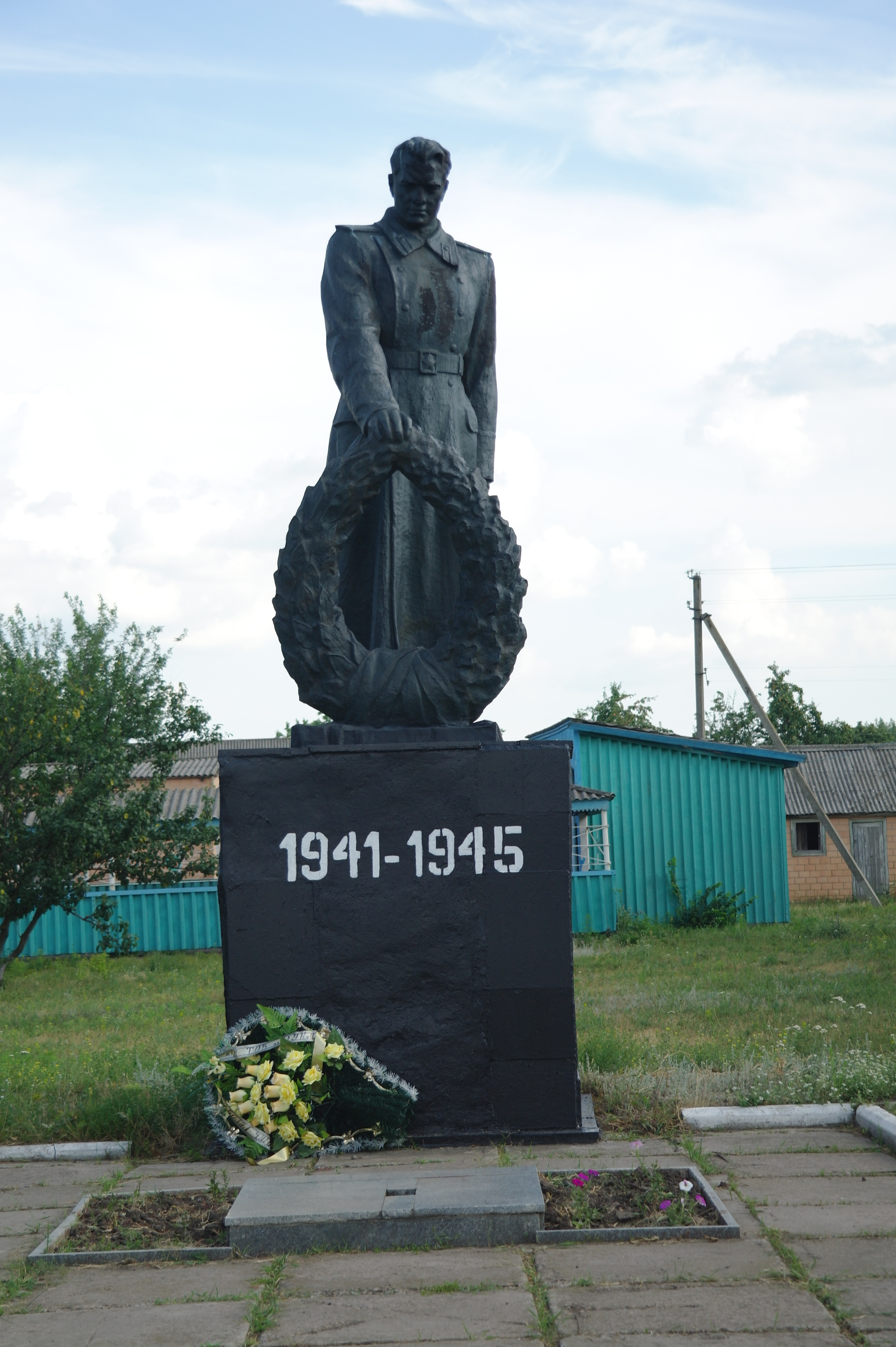
Меморіал пам'яті
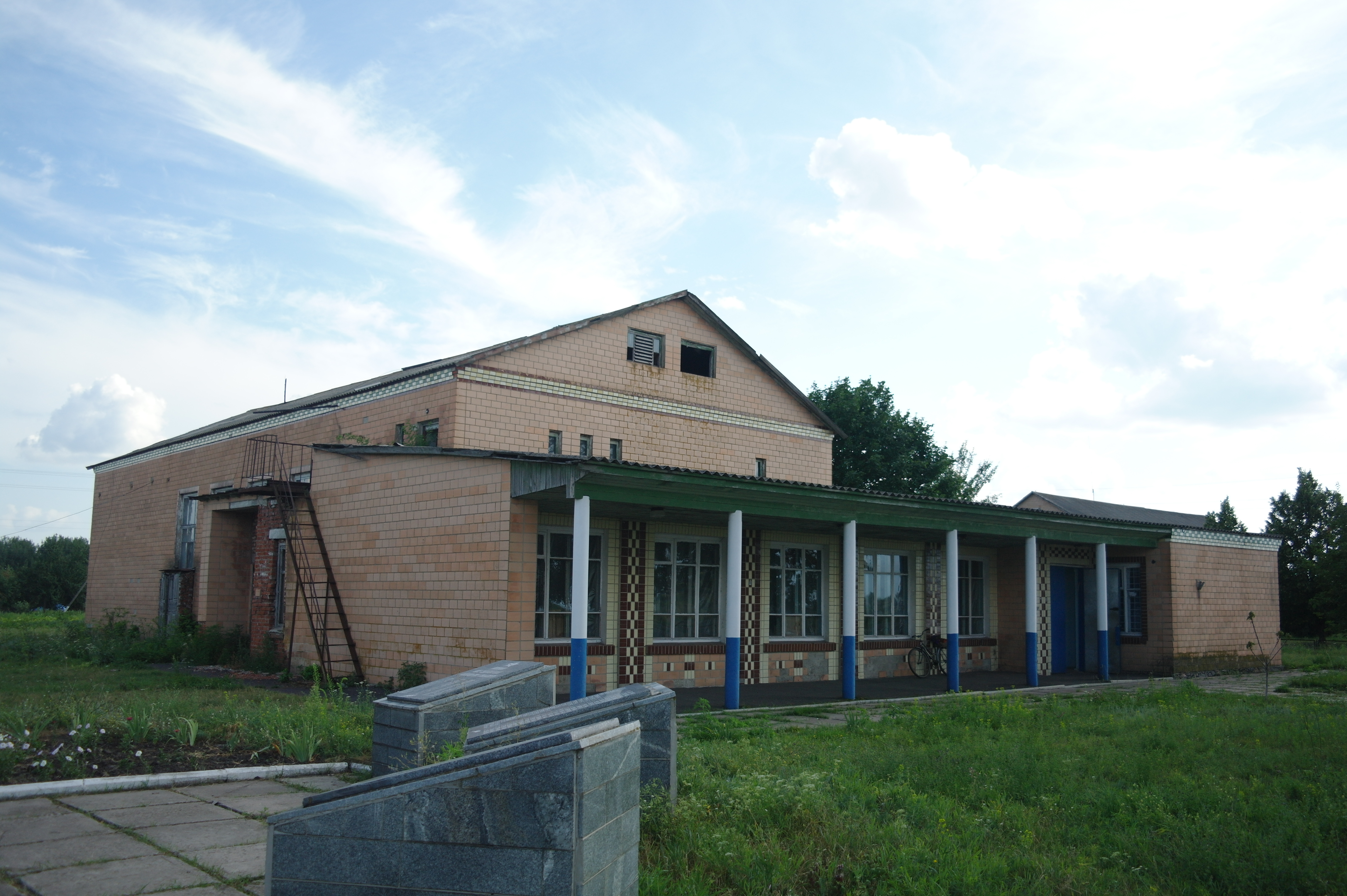
Клуб
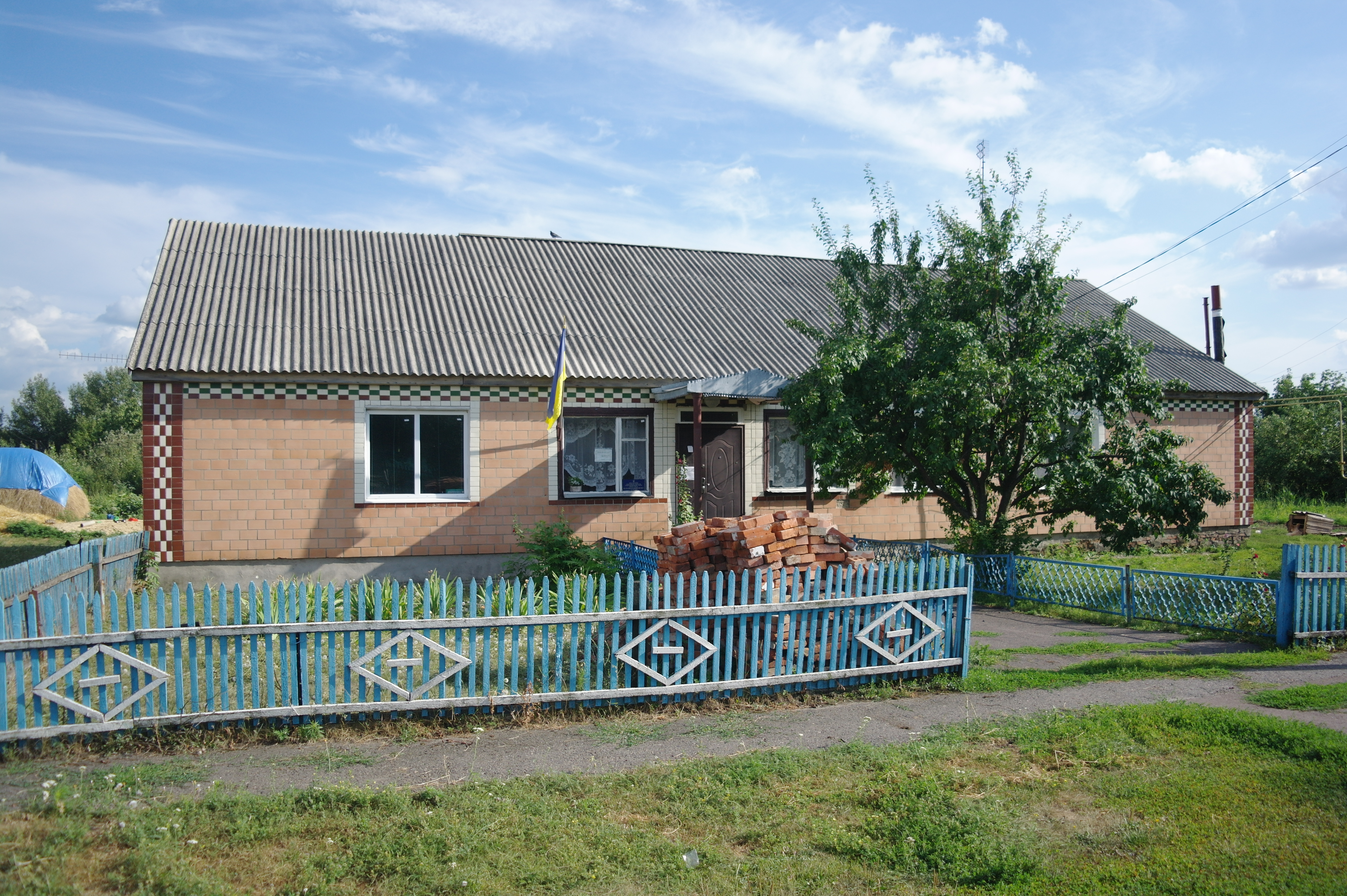
Сільська рада
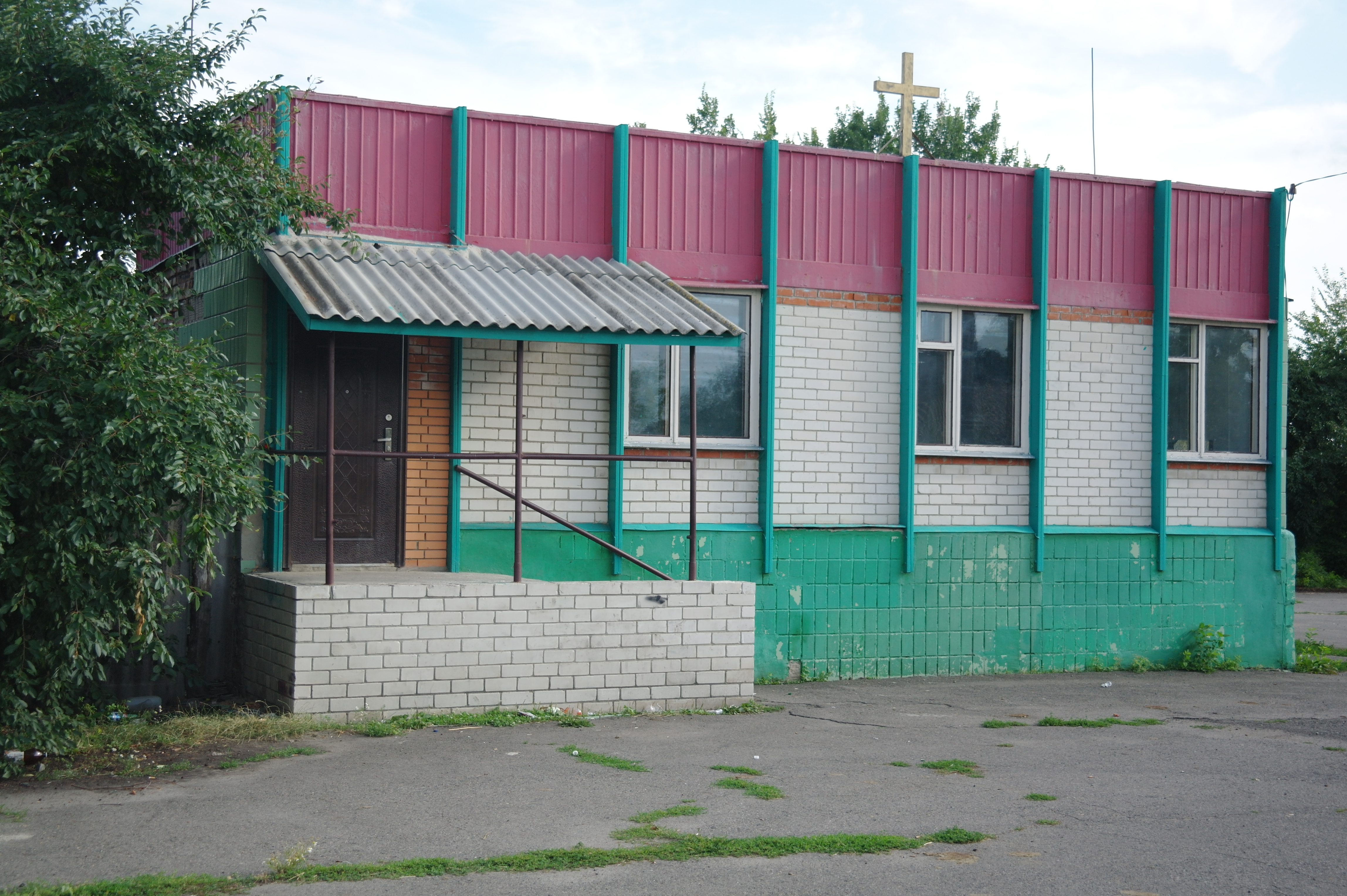
"Інша" церква, як її називають жителі Пащенок
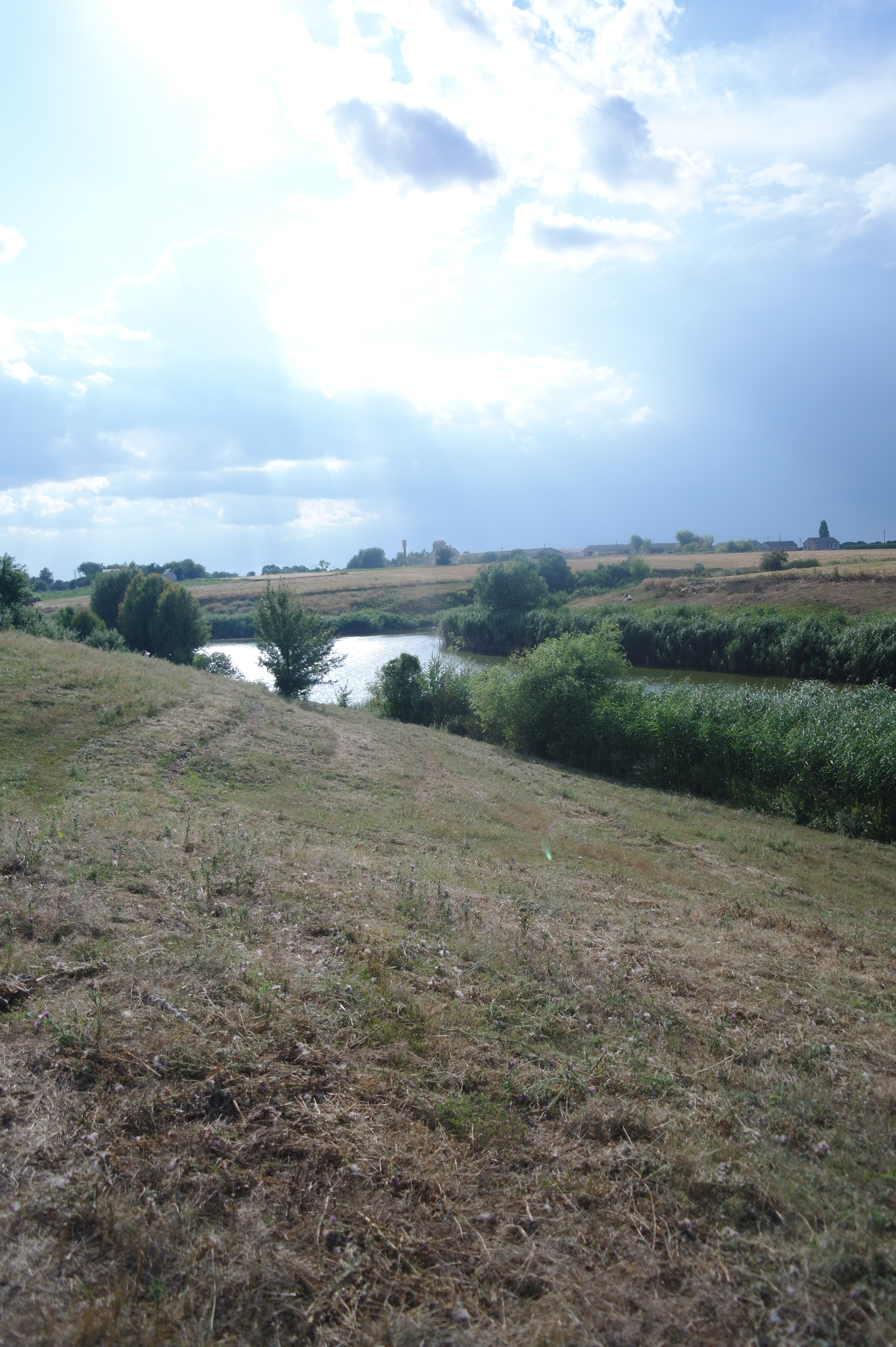
Ставок

## Також
- Перелік населених пунктів, що постраждали від Голодомору 1932—1933 (Полтавська область)